# امپدانس اسمی
امپدانس اسمی در مهندسی برق و مهندسی صوت به امپدانس تقریبی طراحی‌شده یک مدار الکتریکی یا دستگاه اشاره دارد. این اصطلاح در برخی از زمینه‌های مختلف به کار می‌رود، که اغلب در رابطه به موارد زیر یافت می‌شوند:
- مقدار اسمی امپدانس مشخصه یک کابل یا شکل دیگر از خط انتقال.
- مقدار اسمی ورودی، خروجی یا امپدانس تصویر یک دهانه شبکه، به ویژه شبکه‌ای که برای استفاده با یک خط انتقال مانند فیلترها، اکولایزر و تقویت‌کننده در نظر گرفته شده‌است.
- مقدار اسمی امپدانس ورودی یک آنتن فرکانس رادیویی

این معمول است که از امپدانس اسمی صحبت کنید، گویی که یک مقاومت ثابت است، یعنی با فرکانس ثابت است و دارای یک مؤلفه غیرفعال صفر است، با وجود این که اغلب از واقعیت فاصله دارد. بسته به نوع کاربرد، امپدانس اسمی به‌طور ضمنی به یک نقطه خاص در پاسخ فرکانس مدار مورد نظر اشاره دارد. این ممکن است در فرکانس پایین، باندمیانی یا برخی از نقاط دیگر باشد و کاربردهای خاص در بخش‌های زیر مورد بحث قرار گرفته‌است.

## ۶۰۰ اهم
امپدانس اسمی برای اولین بار در روزهای اول مخابرات مشخص شد. در تقویت‌کننده‌های ابتدایی در دسترس نبودند و هنگامی که آنها در دسترس قرار گرفتند گران بودند. از این رو به منظور حداکثرکردن طول کابل‌هایی که می‌توانند نصب شوند برای دستیابی بیشینه توان انتقالی از کابل در انتهای دریافت‌کننده لازم بود. همچنین آشکار شد که بازتاب در خط انتقال، پهنای‌باند مورد استفاده یا فاصله‌ای را که امکان انتقال آن وجود دارد، به شدت محدود می‌کند. تطبیق امپدانس تجهیزات در برابر امپدانس مشخصه کابل بازتاب‌ها را کاهش می‌دهد (و در صورت تطبیق کامل، آن‌ها حذف می‌شوند) و انتقال توان به حداکثر می‌رسد. برای این منظور، تمام کابل‌ها و تجهیزات، شروع به مشخص شدن یک امپدانس اسمی استاندارد کردند. قدیمی‌ترین و هنوز هم رایج‌ترین استاندارد، استاندارد Ω۶۰۰ است که در ابتدا برای تلفن استفاده می‌شد. باید گفت که انتخاب این رقم بیشتر مربوط به نحوه ارتباط تلفنی در تلفن‌خانه محلی نسبت به هر ویژگی کابل تلفن محلی است. تلفن‌ها (تلفن‌های آنالوگ به سبک قدیمی) از طریق کابل کشی زوج بهم تابیده برای تبادل متصل می‌شوند. هر سر از این جفت به یک سیم‌پیچ رله وصل می‌شود که سیگنالینگ را روی خط آشکار می‌کند (شماره‌گیری، هوک خاموش گوشی و غیره). انتهای دیگر یک سیم‌پیچ به ولتاژ منبع تغذیه و سیم‌پیچ دوم به زمین وصل شده‌است. سیم‌پیچ رله مبادله تلفنی در حدود ۳۰۰Ω است، بنابراین هر دو آن‌ها با هم خط را در ۶۰۰Ω مخطوم می‌کند.
استانداردسازی امپدانس اسمی خط باعث شد شبکه‌های دو دهانه مانند فیلترها برای یک امپدانس اسمی تطبیقی طراحی شوند. امپدانس اسمی بخش‌های متقارن فیلتر پی یا تی پایین‌گذر (یا به‌طور کلی بخش‌های فیلتر تصویر) به عنوان حد موهومی امپدانس فیلتر تعریف می‌شود زیرا فرکانس به صفر نزدیک می‌شود و داده شده با،
{\displaystyle Z_{\mathrm {nom} }={\sqrt {\frac {L}{C}}}}
که در اینجا L و C همان‌طور که در فیلتر k ثابت تعریف شده‌است. همان‌طور که از عبارت مشاهده می‌شود، امپدانس مقاومتی خالص است.

## ۵۰ اهم و ۷۵ اهم
در حوزه فرکانس رادیویی (RF) و مهندسی مایکروویو، با اختلاف زیاد رایج‌ترین استاندارد خط انتقال، کابل کواکسیال (کواکس) ۵۰Ω است که یک خط نامتعادل است. ۵۰Ω برای اولین بار به عنوان یک مقاومت اسمی در طول کار جنگ جهانی دوم روی رادار بوجود آمد و سازشی بین دو نیاز است. این استاندارد کار کمیته هماهنگی کابل مشترک ارتش و نیروی دریایی RF ایالات متحده در زمان جنگ بود. اولین نیاز برای کمینه کردن اتلاف است. تلفات کابل کواکسیال داده شده توسط،
{\displaystyle \alpha \approx {\frac {R}{2Z_{0}}}} نپر / متر
که در آن R مقاومت در هر متر است و Z0 امپدانس مشخصه است. بزرگتر شدن قطر هادی داخلی باعث کاهش R و کاهش اتلاف می‌شود. از طرف دیگر، Z0 به نسبت قطر رساناهای بیرونی و داخلی (Dr) بستگی دارد و با افزایش قطر رسانای داخلی کاهش می‌یابد و در نتیجه تلفات را افزایش می‌دهد. مقدار مشخصی از Dr وجود دارد که تلفات برای آن حداقل است و معادل ۳٫۶ می‌باشد. برای یک کواکسیال با دی‌الکتریک هوا این مطابق با یک امپدانس مشخصه ۷۷ اهم است. کواکسیال تولید شده در طول جنگ لوله عایق‌بندی شده با هوا بود و این مسئله برای مدتی در همین حالت باقی ماند. نیاز دوم برای دستیابی به حداکثر توان است و یک مورد مهم برای رادار بود. این همان شرط کمترین تلفات نیست زیرا توان انتقالی معمولاً با ولتاژ شکست دی‌الکتریک محدود می‌شود. با این حال، از نظر نسبت قطرهای رسانا تعامل مشابهی وجود دارد. ساخت یک رسانا داخلی بسیار بزرگ منجر به عایق نازکی می‌شود که در ولتاژ پایین‌تر شکسته می‌شود. از طرف دیگر، ساختن رسانا داخلی بسیار نازک باعث شدت میدان الکتریکی بالاتر در نزدیکی رسانای داخلی می‌شود (زیرا همان انرژی میدان در اطراف سطح رسانای کوچک‌تر جمع می‌شود) و دوباره ولتاژ شکست را کاهش می‌دهد. نسبت ایده‌آل، Dr، برای انتقال بیشینه توان ۱٫۶۵ و مطابق با امپدانس مشخصه ۳۰ اهم در هوا است. امپدانس ۵۰Ω میانگین هندسی این دو مقدار است.
{\displaystyle 50\approx {\sqrt {30\times 77}}\mathrm {\ } \Omega }
و سپس به یک تعداد کامل مناسب گرد شده.
در حالی که کابل ۳۰Ω به دلیل قابلیت‌های انتقال توان بسیار مطلوب است، اما هرگز در تولید تجاری نبوده‌است زیرا اندازه بزرگ هادی داخلی تولید را دشوار می‌کند. این در مورد با ۷۷ اهم نیست. کابل با امپدانس اسمی ۷۵Ω از اوایل ارتباطات از راه دور به دلیل ویژگی کمی تلفات آن استفاده شده‌است. طبق گفته استفان لمپن از سیم و کابل بلدن، ۷۵Ω به جای ۷۷ اهم به عنوان امپدانس اسمی انتخاب شد، زیرا به اندازه استاندارد سیم ای‌دبلیوجی برای رسانای داخلی مطابقت داشت. برای کابل‌های ویدیویی کواکسیال و رابط‌ها ۷۵Ω اکنون امپدانس اسمی تقریباً استاندارد جهانی است.

### بلندگوها

نمودار تغییر در امپدانس بلندگوهای معمولی در رده متوسط را نشان‌می‌دهد. امپدانس اسمی معمولاً در پایین‌ترین نقطه بعد از رزونانس تعیین می‌شود. با این وجود، ممکن است امپدانسی با فرکانس پایین همچنان پایین‌تر از این باشد.

امپدانس بلندگو در مقایسه با سایر مؤلفه‌های صوتی نسبتاً کم نگه داشته می‌شود تا توان صوتی مورد نیاز بدون استفاده از ولتاژهای زیاد دور از دسترس (و به طرز خطرناک) قابل انتقال باشد. رایج‌ترین امپدانس اسمی بلندگوها ۸ اهم است. همچنین از ۴Ω و ۱۶ اهم هم استفاده می‌شود یک بار متداول ۱۶Ω اکنون بیشتر برای درایورهای فشرده‌سازی فرکانس بالا محفوظ است، زیرا انتهای فرکانس بالا طیف صوتی معمولاً به توان زیادی برای بازتولید احتیاج ندارد.

## اسیلوسکوپ
ورودی‌های اسیلوسکوپ معمولاً امپدانس بالایی هستند به طوری که فقط در اتصال به مدار که اندازه‌گیری می‌شود حداقل تأثیر را می‌گذارد. یک مقدار متداول برای امپدانس اسمی اسیلوسکوپ مقاومت 1MΩ و خازن 20pF است.

## کتابشناسی - فهرست کتب
- Glen Ballou, Handbook for Sound Engineers, Gulf Professional Publishing, 2005 شابک ‎۰−۲۴۰−۸۰۷۵۸−۸.
- John Bird, Electrical Circuit Theory and Technology, Elsevier, 2007 شابک ‎۰−۷۵۰۶−۸۱۳۹-X.
- Gary Breed, "There's nothing magic about 50 ohms", High Frequency Electronics, pp. 6–7, June 2007, Summit Technical Media LLC, archived 26 June 2015.
- Wai-Kai Chen, The Electrical Engineering Handbook, Academic Press, 2005 شابک ‎۰−۱۲−۱۷۰۹۶۰−۴.
- Walter S. Ciciora, Modern Cable Television Technology: Video, Voice, and Data Communications, Morgan Kaufmann, 2004 شابک ‎۱−۵۵۸۶۰−۸۲۸−۱.
- Gary Davis, Ralph Jones, The Sound Reinforcement Handbook, Hal Leonard Corporation, 1989 شابک ‎۰−۸۸۱۸۸−۹۰۰−۸.
- John M. Eargle, Chris Foreman, Audio engineering for Sound Reinforcement, Hal Leonard Corporation, 2002, شابک ‎۰−۶۳۴−۰۴۳۵۵−۲.
- John Michael Golio, The RF and Microwave Handbook, CRC Press, 2001 شابک ‎۰−۸۴۹۳−۸۵۹۲-X.
- Rudolf F. Graf, Modern Dictionary of Electronics, Newnes, 1999 شابک ‎۰−۷۵۰۶−۹۸۶۶−۷.
- R.R. Gulati, Modern Television Practice Principles, Technology and Servicing, New Age International, شابک ‎۸۱−۲۲۴−۱۳۶۰−۹.
- John D. Heys, Practical Wire Antennas, Radio Society of Great Britain, 1989 شابک ‎۰−۹۰۰۶۱۲−۸۷−۸.
- Ian Hickman, Oscilloscopes: How to Use Them, How They Work, Newnes, 2001 شابک ‎۰−۷۵۰۶−۴۷۵۷−۴.
- Stephen Lampen, Wire, Cable and Fiber Optics for Video and Audio Engineers, McGraw-Hill 1997 شابک ‎۰−۰۷−۰۳۸۱۳۴−۸.
- A.K.Maini, Electronic Projects For Beginners, Pustak Mahal, 1997 شابک ‎۸۱−۲۲۳−۰۱۵۲−۵.
- Thomas Henry O'Dell, Circuits for Electronic Instrumentation, Cambridge University Press, 1991 شابک ‎۰−۵۲۱−۴۰۴۲۸−۲.
- R. Tummala, E. J. Rymaszewski (ed), Alan G. Klopfenstein, Microelectronics Packaging Handbook, Volume 3, Springer, 1997 شابک ‎۰−۴۱۲−۰۸۴۵۱−۱.
- Ron Schmitt, Electromagnetics Explained: a Handbook for Wireless/RF, EMC, and High-speed Electronics, Newnes, 2002 شابک ‎۰−۷۵۰۶−۷۴۰۳−۲.
- Scott Hunter Stark, Live Sound Reinforcement: a Comprehensive Guide to P.A. and Music Reinforcement Systems and Technology, Hal Leonard Corporation, 1996 شابک ‎۰−۹۱۸۳۷۱−۰۷−۴.
- John Vasey, Concert Sound and Lighting Systems, Focal Press, 1999 شابک ‎۰−۲۴۰−۸۰۳۶۴−۷.
- Menno van der Veen, Modern High-end Valve Amplifiers: Based on Toroidal Output Transformers, Elektor International Media, 1999 شابک ‎۰−۹۰۵۷۰۵−۶۳−۷.
- Jerry C. Whitaker, Television Receivers, McGraw-Hill Professional, 2001 شابک ‎۰−۰۷−۱۳۸۰۴۲−۶.